# 632 Pyrrha
632 Pyrrha је астероид главног астероидног појаса са средњом удаљеношћу од Сунца која износи 2,661 астрономских јединица (АЈ).
Апсолутна магнитуда астероида је 11,6 а геометријски албедо 0,176.